# Рані-Лист
Ра́ні-Лист (болг. Рани лист) — село в Кирджалійській області Болгарії. Входить до складу общини Кирджалі.

## Населення
За даними перепису населення 2011 року у селі проживали 714 осіб.
Національний склад населення села:
| Національність   | Кількість осіб | Відсоток |
| ---------------- | -------------- | -------- |
| турки            | 703            | 99,2%    |
| болгари          | 4              | 0,6%     |
| Всього відповіли | 709            |          |

Розподіл населення за віком у 2011 році:
Динаміка населення: